# Los Alamitos, California
Los Alamitos, California là một thành phố ở quận Cam, tiểu bang California, Hoa Kỳ. Thành phố được thành lập tháng 3 năm 1960. Dân số là 11.449 người tại thời điểm điều tra dân số năm 2010, giảm từ 11.536 người tại thời điểm điều tra dân số năm 2000.

## Dân số
Theo điều tra dân số năm 2010, Los Alamitos có dân số 11.449 người. Mật độ dân số là 2,781.8 người trên mỗi dặm vuông (1.074,1 người/km²). Cơ cấu chủng tộc của Los Alamitos là 8.131 người (71,0%) là người da trắng (58,7% không phải là người da trắng gốc Tây Ban Nha), 324 (2,8%) người Mỹ gốc Phi, 51 (0,4%) người Mỹ bản xứ, 1.471 người châu Á (12,8%), 50 người dân các đảo Thái Bình Dương (0,4%), 726 (chiếm 6,3%) từ các chủng tộc khác, và 696 (6,1%) từ hai hoặc nhiều chủng tộc. Người gốc Hispanic hay Latino thuộc bất kỳ chủng tộc nào là 2.418 người (21,1%).